# Aladdin Sane
Az 1973-as Aladdin Sane David Bowie hatodik nagylemeze. Mivel az előző albuma meghozta számára az áttörést, ez az első lemez, amit már sztárként írt. A Rolling Stone magazin Minden idők 500 legjobb albuma listáján a 277. lett. Szerepel az 1001 lemez, amit hallanod kell, mielőtt meghalsz című könyvben.

## Az album dalai
| 1. | Watch That Man                | David Bowie | 4:25 |
| 2. | Aladdin Sane (1913-1938-197?) | David Bowie | 5:06 |
| 3. | Drive-In Saturday             | David Bowie | 4:29 |
| 4. | Panic in Detroit              | David Bowie | 4:25 |
| 5. | Cracked Actor                 | David Bowie | 2:56 |

| 1. | Time                           | David Bowie                 | 5:09 |
| 2. | The Prettiest Star             | David Bowie                 | 3:26 |
| 3. | Let's Spend the Night Together | Mick Jagger, Keith Richards | 3:03 |
| 4. | The Jean Genie                 | David Bowie                 | 4:02 |
| 5. | Lady Grinning Soul             | David Bowie                 | 3:46 |

## Helyezések és eladási minősítések

### Album
| Év   | Lista                           | Helyezés |
| ---- | ------------------------------- | -------- |
| 1973 | Brit albumlista                 | 1        |
| 1973 | US Billboard Pop Albums         | 17       |
| 1973 | Kanada RPM 100 Top Albums Chart | 20       |
| 1973 | Ausztrál Kent Report albumlista | 7        |
| 1973 | Norvég albumlista               | 11       |
| 1973 | Francia albumlista              | 89       |

### Kislemezek
| Év   | Kislemezek        | Lista                 | Helyezés |
| ---- | ----------------- | --------------------- | -------- |
| 1972 | The Jean Genie    | Brit kislemezlista    | 2        |
| 1972 | The Jean Genie    | Billboard Pop Singles | 71       |
| 1973 | Drive-In Saturday | UK Singles Chart      | 3        |

### Eladási minősítések
| Szervezet | Minősítés | Dátum              |
| --------- | --------- | ------------------ |
| RIAA (US) | arany     | 1983. augusztus 3. |

## Közreműködők
- David Bowie – gitár, szájharmonika, billentyűk, szaxofon, ének
- Mick Ronson – gitár, zongora, ének
- Trevor Bolder – basszusgitár
- Mick "Woody" Woodmansey – dob

### További zenészek
- Mike Garson – zongora
- Ken Fordham – szaxofon
- Brian "Bux" Wilshaw – szaxofon, fuvola
- Linda Lewis – háttérvokál
- Juanita "Honey" Franklin – háttérvokál
- G.A. MacCormack – háttérvokál

### Produkció
- David Bowie – producer, hangszerelés
- Ken Scott – producer, hangmérnök
- Mick Moran – hangmérnök
- Mick Ronson – hangszerelés